# Рохамптон

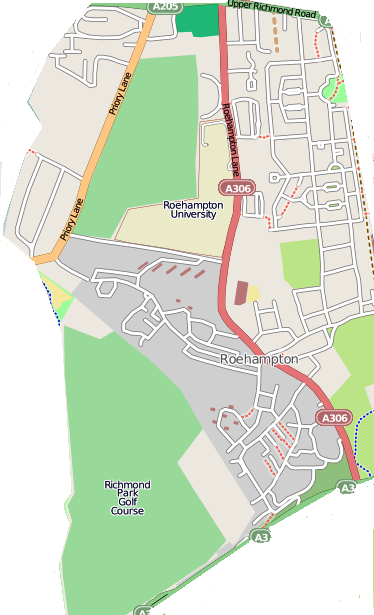
Карта Рохамптона

Рохамптон (англ. Roehampton) — пригородный район на юго-западе Лондона, образующий западный край лондонского района Уондсуэрт. Район расположен между городами Барнс на севере, Патни на востоке и Уимблдон-Коммон на юге. На западе района, к северу от Рохамптонских ворот — входа в крупнейший в Лондоне королевский парк Ричмонд-парк, расположено поле для гольфа. Рохамптон находится в 10,1 км к юго-западу от Чаринг-Кросс.